# Amauta
Amauta é um gênero de traça pertencente à família Brachodidae.